# Петрикіно (Гагарінський район)
Петрикіно (рос. Петрыкино) — присілок Гагарінського району Смоленської області Росії. Входить до складу Серго-Івановського сільського поселення.
Населення — 9 осіб. 